# Rajko Kasagić
Rajko Kasagić (cyr. Рајко Касагић, ur. 15 października 1942 w Razboju Ljevčanskim) – bośniacki polityk i ekonomista narodowości serbskiej, premier Republiki Serbskiej od 16 października 1995 do 18 maja 1996.
W 1970 ukończył ekonomię na Uniwersytecie w Banja Luce. Następnie wykładał na tej uczelni, dochodząc do stanowiska profesora. W 1999 obronił doktorat w Niszu. Specjalizuje się w handlu zagranicznym, prawie Unii Europejskiej i prawie spółek. Jest także autorem książek.
Pod koniec pierwszej kadencji parlamentu został czwartym z kolei premierem z ramienia SDS. Funkcję pełnił do końca kadencji w maju 1996, po czym zastąpił go Gojko Kličković.